# Hyde Park (Utah)
Hyde Park je město v okresu Cache County ve státě Utah ve Spojených státech amerických. K roku 2010 zde žilo 3 833 obyvatel. S celkovou rozlohou 8,3 km² byla hustota zalidnění 356,6 obyvatel na km².